# Tipula medica
Tipula medica är en tvåvingeart som beskrevs av Alexander 1936. Tipula medica ingår i släktet Tipula och familjen storharkrankar. Inga underarter finns listade i Catalogue of Life.